# 阿塞拜疆地毯

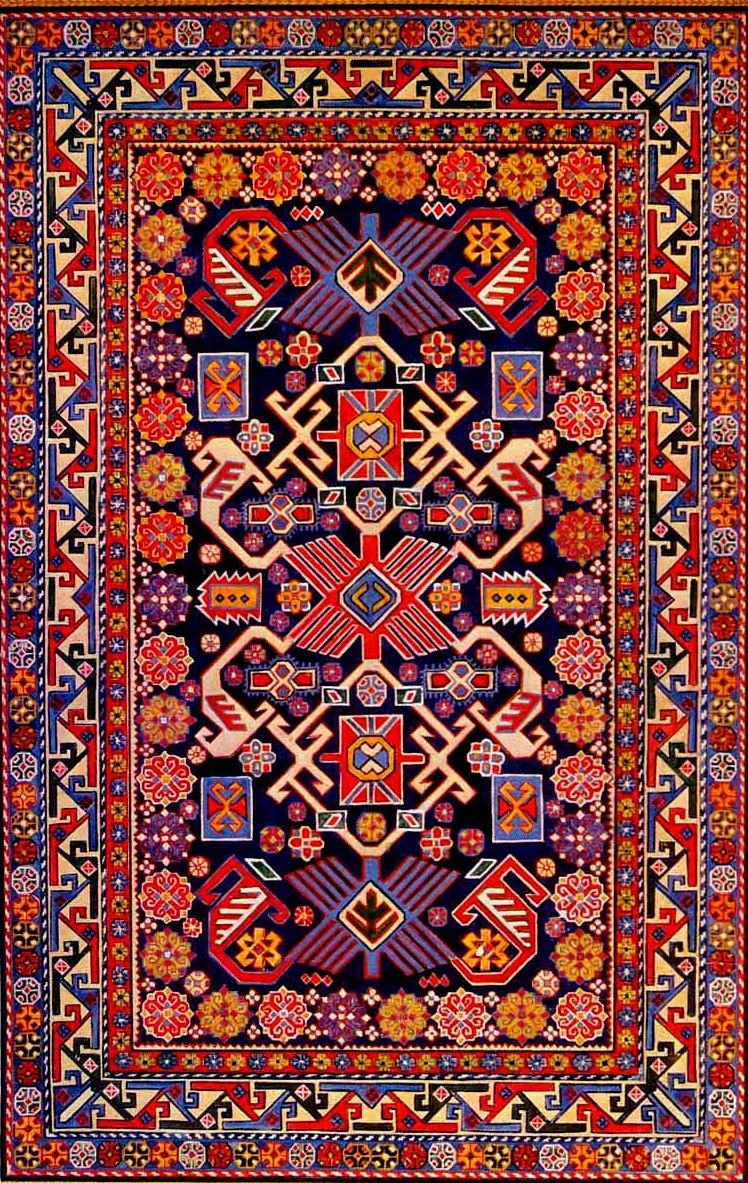
十九世纪中期的阿塞拜疆地毯

阿塞拜疆地毯 是产自于阿塞拜疆和伊朗阿塞拜疆的传统手工纺织品。该地毯工艺是阿塞拜疆家庭传统技艺，由家庭成员口口相传技艺并代代延续。男性通常在春秋两季剪下羊毛，随后由女性纺毛和染色，最后在冬季织造地毯。地毯是在水平式或垂直式织机上编织的，使用天然染料着色的多色羊毛、棉线或绢丝。阿塞拜疆地毯被广泛用于家居装饰，在婚礼、庆生、悼念和祈祷时还会使用特别编制的地毯。阿塞拜疆地毯主要产地包括库巴-希尔万、卡拉巴赫、占贾-哈萨克等。2010年11月，阿塞拜疆地毯编织艺术被联合国教科文组织入选为世界非物质文化遗产。